# Carl Josef Hoffmann
Carl Josef Hoffmann, auch Karl Josef Hoffmann, (* 16. März 1925 in Attendorn; † 28. April 2017 in Attendorn) war ein deutscher Bildhauer.

## Leben
Carl Josef Hoffmann wurde als ältester Sohn des Dachdeckermeisters Karl Hoffmann (1889–1968) und Emilie geb. Viegener (1889–1962) am Kirchplatz in Attendorn geboren. Der Spross einer der bekanntesten Handwerkerfamilien Attendorns besuchte das Rivius-Gymnasium, wo er, wie einige andere Künstler aus dem Kreis Olpe auch, Kunstunterricht bei Karl Müller hatte. Nach dem Notabitur 1943, Kriegsdienst bei der Luftwaffe und Gefangenschaft studierte Carl Josef Hoffmann an den Kölner Werkschulen. Verheiratet war er in erster Ehe mit Ruth geb. Stiessel (1930–1996) und hatte mit ihr vier Kinder.
Seit 1952 arbeitete und lebte er mit seiner Familie in seiner Heimatstadt Attendorn, zunächst am Westwall, später und bis zuletzt in seinem am Noacken gebauten Haus. Durch die Teilnahme an vielen Einzel- und Gruppenausstellungen erlangte er schnell Bekanntheit im In- und Ausland.
Als Bildhauer arbeitete er in Bronze, Wachs, Holz und Stein. Klare Formen und glatte Flächen waren die bevorzugten Elemente seines Schaffens, das sich vor allem Motiven der belebten Natur widmet: stilisierte Tierkörper im Bronzeguss, aber auch in Reliefs und Flachformen aus Holz oder Blei. 1959 wurde er in Meschede als erster mit dem August-Macke-Preis des kurkölnischen Sauerlandes ausgezeichnet. Von 1982 bis 1998 war Carl Josef Hoffmann Mitglied und einer der künstlerischen Vorsitzenden der Arbeitsgemeinschaft Siegerländer Künstlerinnen und Künstler e.V. (gegr. 1922). Im Jahr 1992 erhielt er den Kulturpreis des Kreises Olpe. Nach der Trennung von seiner Frau heiratete Carl Josef Hoffmann in zweiter Ehe Beata Maria geb. Schwermer und hatte mit ihr zwei weitere Kinder.

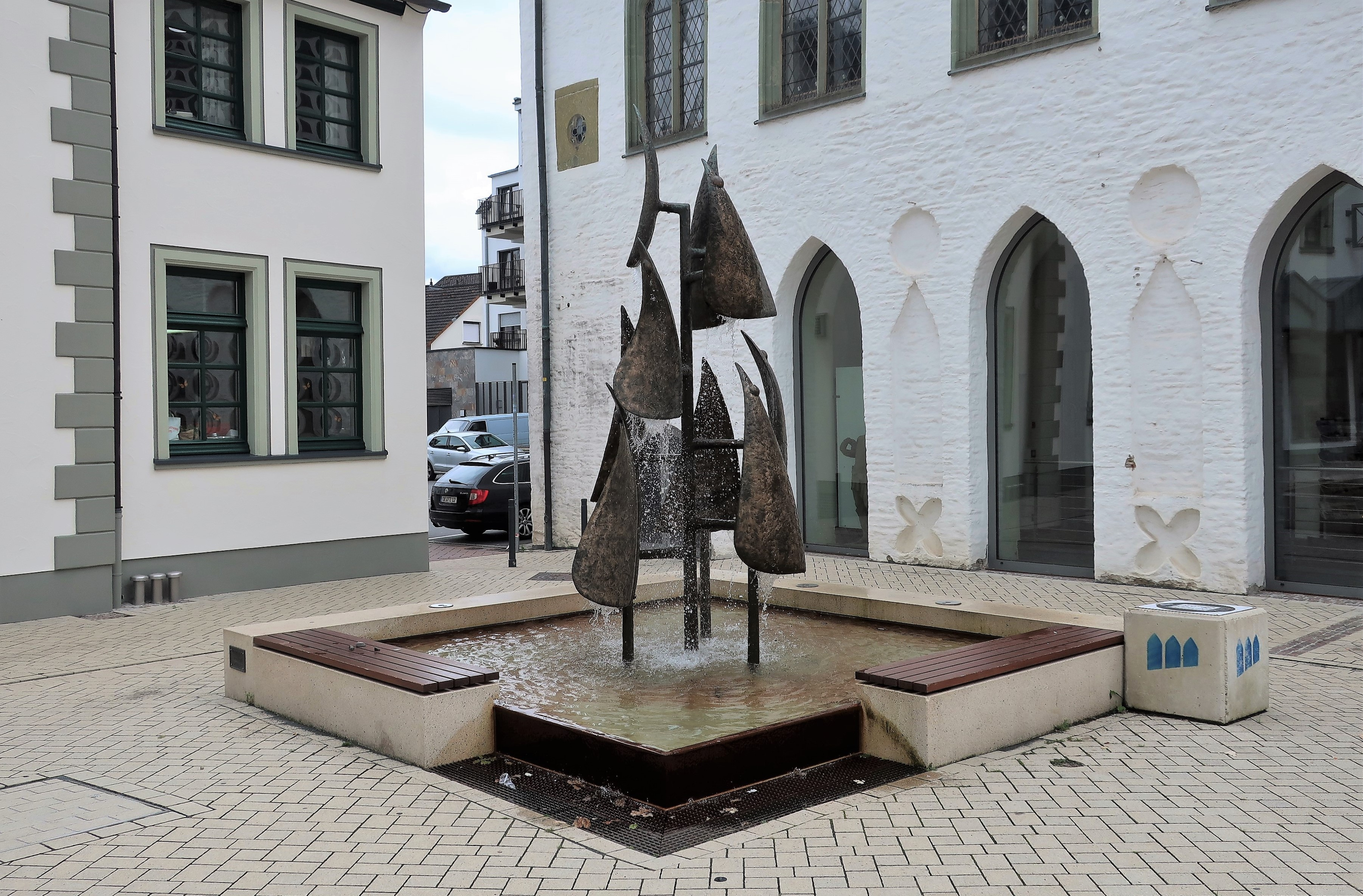
Brunnen auf dem Alten Markt vor dem Südsauerlandmuseum Attendorn

Spuren des künstlerischen Schaffens Carl Josef Hoffmanns sind vor allem in Attendorn reichlich vorhanden. An den vier Stadttoren, aber auch auf dem jüdischen Friedhof (1982), am Nachfolgegebäude des jüdischen Bethauses (1988) und vielen weiteren Stellen finden sich Bronzetafeln mit Motiven und Texten aus seiner Werkstatt. Auch der Brunnen auf dem Alten Markt (1970), Putzreliefs am Kindergarten St. Josef und der Firma Mubea, das Kreuz, der brennende Dornenbusch mit Tabernakel und Ambo aus Bronze, die lange die Pfarrkirche St. Johannes Baptist schmückten, sowie die Figuren ihrer Krippe (1959), in deren Gesichtern man bekannte Attendorner zu erkennen glaubt. Weitere Arbeiten von Carl Josef Hoffmann sind das Kriegerdenkmal in Heggen (1964), ein Mahnmal in Dünschede und nicht zuletzt der St. Martinus am Olper Rathaus.
Neben seiner Kunst engagierte Hoffmann sich für den Erhalt der heimischen Natur, die ihn in ihrer Vielfalt stets inspirierte, nicht nur zu seinen Tierskulpturen.